# کانن اس‌ایکس ۲۳۰ اچ‌اس

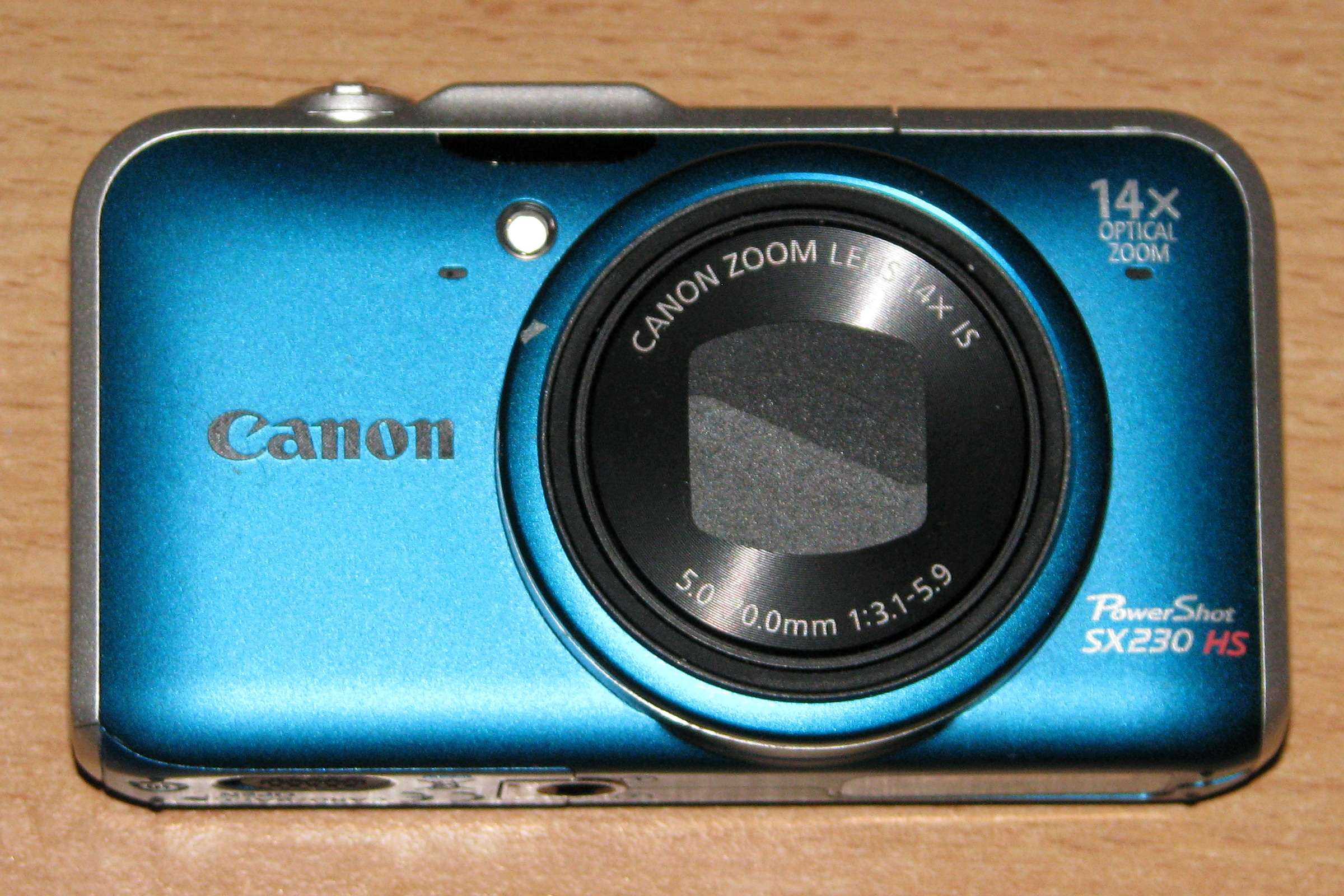

کانن اس ایکس ۲۳۰ اچ اس (به انگلیسی: Canon SX230 HS) دوربین جدید و نیمه حرفه‌ای (کامپکت پیشرفته) شرکت کانن می‌باشد که پس از فروش موفق دوربین کانن اس ایکس ۲۱۰ به بازار آمده‌است و در رده دوربین‌های کامپکت پیشرفته کانن قرار می‌گیرد.
این دوربین برای افرادی که قصد خرید یک دوربین کامپکت پیشرفته با قابلیت تنظیم دستی عکاسی و نیز افرادی که بیشتر به مسافرت می‌پردازند توصیه می‌شود.

## مشخصات کلی
- وزن: ۲۲۳ گرم
- مشخصات حسگر و تصویر: حسگر BSI-CMOS با کیفیت ۱۲٫۱ مگاپیکسل - تکنولوژی تشخیص چهره - تکنولوژی تشخیص لبخند
- فیلم: ضبط ویدئویی با کیفیت فول اچ دی با سرعت ۲۴ فریم بر ثانیه
- لنز: بزرگنمایی اپتیکال چهارده برابر - زوم اپتیکال در حین فیلمبرداری
- فلاش: داخلی (Pop-Up) با برد ۱۳ متر
- سرعت شاتر: از ۱/۳۲۰۰ ثانیه تا ۱۵ ثانیه
- سرعت عکاسی پیاپی: ۳٫۲ فریم بر ثانیه
- حساسیت سنسور یا ISO: ایزو اتوماتیک و ۱۰۰ و ۲۰۰ و ۴۰۰ و ۸۰۰ و ۱۶۰۰ و ۳۲۰۰
- صفحه نمایش: ۳ اینچ عریض
- کارت حافظه: SD/SDHC/SDXC
- باتری: یون لیتیوم
- دارای GPS داخلی جهت ثبت تگ جغرافیایی
- رنگ بندی: مشکی - آبی - قرمز